# Dou di zhu
Dou Di Zhu, (chinesisch 鬥地主, Pinyin Dòu Dìzhǔ); etwa „Kampf dem Lehnsherrn“ ist ein in China sehr beliebtes Kartenspiel, bei dem es darum geht, möglichst schnell alle Karten abzulegen.

## Spielvorbereitung
Dou Di Zhu wird von drei Spielern mit einem 52-Blatt Kartenspiel mit 2 Jokern gespielt. Jeder Spieler erhält 17 Karten, die verbleibenden drei Karten werden verdeckt auf den Tisch gelegt.
Anschließend wird ähnlich wie beim Skat gereizt, allerdings sind nur drei Gebote möglich: 1, 2 und 3, was auch den Einsatz bestimmt. Spieler müssen keine Gebote abgeben; wer Spieler sein möchte, muss allerdings vorherige Gebote überbieten. Der Höchstbieter spielt dann alleine („der Lehnsherr“), die beiden anderen Spieler spielen im Team gegen ihn.
Der Spieler deckt die drei auf dem Tisch liegenden Karten auf und nimmt sie dann auf seine Hand.

## Spiel

### Spielziel
Ein Spieler gewinnt, sobald er alle seine Karten abgelegt hat.

### Kartenwerte
- Farben haben keine Bedeutung
- Die Karten sind nach ihren Werten geordnet. Farbiger Joker > Schwarz/weißer Joker > 2 > Ass (A) > König (K) > Dame (Q) > Bube (J) > 10 > 9 > 8 > 7 > 6 > 5 > 4 > 3.

### Spielablauf
Reihum spielen die Spieler Karten aus. Der Spieler (Lehnsherr) darf als erster eine oder mehrere Karten (Kombinationen) herauslegen (siehe unten). In China ist danach der rechts des Spielers sitzende Gegenspieler an der Reihe. Dieser darf entweder passen, oder gleich viele Karten der gleichen Kategorie, aber eines höheren Wertes, auf die bislang ausgespielten ausspielen. Wer den höchsten Wert ausgespielt hat, wenn alle anderen Spieler gepasst haben, gewinnt den Stich und darf erneut herauskommen.

### Kombinationen
Ähnlich wie beim Poker sind im Spiel verschiedene Kombinationen möglich. Welche Kombinationen möglich sind, zeigt die nachstehende Tabelle.
| Kategorie        | Kategorie         | Kategorie        | Beschreibung | Beispiele                  | Beispiele                                           |
| Basis            | Kicker            | Straße           | Beschreibung | Niedrigste Kombination     | Höchste Kombination                                 |
| ---------------- | ----------------- | ---------------- | --- | -------------------------- | --------------------------------------------------- |
| Einzelkarte      | Х                 | X                | Nur eine ausgespielte Karte | 3                          | Farbiger Joker                                      |
| Einzelkarte      | Х                 | Straße           | ≥ 5 Karten in Folge | 3-4-5-6-7                  | 3-4-5-6-7-8-9-10-J-Q-K-A                            |
| Pärchen          | Х                 | —                | Zwei Karten gleichen Werts | 3-3                        | 2-2                                                 |
| Pärchen          | Х                 | Straße           | ≥ 3 aufeinanderfolgende Paare | 3-3-4-4-5-5                | 6-6-7-7-8-8-9-9-10-10-J-J-Q-Q-K-K-A-A-2-2           |
| Drilling         | —                 | —                | Drei Karten gleichen Werts | 3-3-3                      | 2-2-2                                               |
| Drilling         | —                 | Straße           | ≥ 2 aufeinanderfolgende Drillinge | 3-3-3-4-4-4                | 10-10-10-J-J-J-Q-Q-Q-K-K-K-A-A-A-2-2-2              |
| Drilling         | Einzelkarte       | —                | Ein Drilling mit einer Einzelkarte als Kicker | 3-3-3 mit beliebiger Karte | 2-2-2 mit beliebiger Karte                          |
| Drilling         | Einzelkarte       | Straße           | ≥ 2 aufeinanderfolgende Drillinge mit jeweils einer Einzelkarte als Kicker                                                                                               | 3-3-3-4-4-4 mit 2 + 7      | J-J-J-Q-Q-Q-K-K-K-A-A-A-2-2-2 mit 3 + 4 + 5 + 6 + 9 |
| Drilling         | Pärchen           | —                | Ein Drilling mit einem Pärchen als Kicker (Full House) | 3-3-3 mit 5-5              | 2-2-2 mit 8-8                                       |
| Drilling         | Pärchen           | Straße           | ≥ 2 aufeinanderfolgende Drillinge mit jeweils einem Pärchen als Kicker                                                                                                   | 3-3-3-4-4-4 mit 2-2-7-7    | Q-Q-Q-K-K-K-A-A-A-2-2-2 mit 3-3-5-5-6-6-8-8         |
| Vierling → Bombe | Vierling → Bombe  | Vierling → Bombe | Vier Karten des gleichen Werts. Ein Vierling kann nur mit Kicker ausgespielt werden. ein Vierling ohne Kicker wird als Bombe bezeichnet; hierfür gelten besondere Regeln | 3-3-3-3                    | 2-2-2-2                                             |
| Vierling         | Eine Einzelkarte  | Х                | Ein Vierling mit einer Einzelkarte als Kicker | 3-3-3-3 mit 5              | 2-2-2-2 mit 3                                       |
| Vierling         | Zwei Einzelkarten | Х                | Ein Vierling mit zwei Einzelkarten als Kicker | 3-3-3-3 mit 2 + A          | 2-2-2-2 mit 5 + 8                                   |
| Vierling         | Pärchen           | Х                | Ein Vierling mit einem Pärchen als Kicker | 3-3-3-3 mit 4-4            | 2-2-2-2 mit 10-10                                   |
| Vierling         | Zwei Pärchen      | Х                | Ein Vierling mit zwei Pärchen als Kicker | 3-3-3-3 mit 4-4 + 8-8      | 2-2-2-2 mit 10-10 + K-K                             |

### Ausnahmen
- Jeder Vierling (ohne Kicker) kann auf jede Kombination gelegt werden (Bombe) und ist nur durch eine höhere Bombe zu schlagen
- Beide Joker zusammen bilden die höchste Bombe (und dürfen ebenfalls immer gespielt werden)

### Stichgewinn
- Der Stich ist erst beendet, wenn kein Spieler mehr Karten legen kann oder möchte
- Mit Ausnahme der Bomben dürfen nur gleich viele Karten der gleichen Kategorie ausgespielt werden, also beispielsweise 8-9-10-B-D auf 3-4-5-6-7, nicht aber 4-5-6-7-8-9 auf die gleiche Straße
- Die Werte der Kicker sind nie relevant, ihr Vorhandensein aber schon: Ist beispielsweise ein Drilling mit einem Pärchen ausgespielt, so muss mit einem höheren Drilling und einem Pärchen überstochen werden
- Der Kicker darf nicht denselben Wert besitzen wie die Basiskarten
- Die 2 kann nicht als Teil einer Straße verwendet werden

## Wertung
Der Spieler, der zuerst alle Karten abgelegt hat, gewinnt. Ist dies der Kapitalist, so erhält er von beiden Gegenspielern eine Auszahlung (Geld, Chips, Punkte). Ist es einer der Gegenspieler, so erhalten beide Gegenspieler die Auszahlung.
Die Auszahlung berechnet sich nach dem Gebot beim Reizen. Für jede gespielte Bombe wird der Wert verdoppelt, hat ein Spieler noch alle Karten, ebenfalls.

## Strategie
- Nutzlose und kleine Karten eignen sich gut als Kicker
- Bomben sind extrem wertvoll: Erstens verdoppelt sich der Spielwert, zweitens ist der Spieler nach einer Bombe mit hoher Wahrscheinlichkeit nochmals am Zug und kann eventuell eine letzte kleine Karte oder Kombination ausspielen
- Die Gegenspieler sollten kooperativ spielen
- Bei guten Händen gleich ein hohes Startgebot abgeben
- lange Straßen sind schwer zu schlagen, auch wenn Sie aus kleinen Karten bestehen
- Kleine Karten sind schwer loszuwerden, auch als Pärchen und sollten daher in Straßen ausgespielt werden
- Einzelkarten sind grundsätzlich schlechter loszuwerden als alle Kombinationen

(Quelle:)

## Verbreitung
Dou Di Zhu wird hauptsächlich in China gespielt. Durch Online-Plattformen wie Tencent QQ mit über einer Million Spielern verbreitet sich das Spiel zunehmend.